# Мата Хари
Ма́та Ха́ри (нидерл. Mata Hari; 7 августа 1876[…], Леуварден, Нидерланды — 15 октября 1917 года, Венсен, пригород Парижа), настоящее имя — Маргарета Гертруда Зелле (нидерл. Margaretha Geertruida Zelle) — исполнительница экзотических танцев и куртизанка фризского происхождения, подданная Нидерландов. В первое десятилетие XX века стала широко известна в Европе как танцовщица «восточного стиля». Во время Первой мировой войны, предположительно, занималась шпионской деятельностью в пользу Германии. Расстреляна по приговору французского суда за шпионаж в пользу противника в военное время. Многие исследователи считают, что улики против Маты Хари были сфальсифицированы, а сама она была, скорее всего, невиновна.
Судьбе Маты Хари посвящено множество документальных и художественных книг, фильмов и произведений других жанров.

## Молодость
Маргарета Гертруда Зелле родилась 7 августа 1876 года в Леувардене (Нидерланды) и была единственной дочерью и вторым ребёнком из четырёх детей Адама Зелле (нидерл. Adam Zelle, 2 октября 1840 — 13 марта 1910) и Антье ван дер Мёйлен (нидерл. Antje van der Meulen, 21 апреля 1842 — 9 мая 1891). Адам был владельцем шляпного магазина. Кроме того, он сделал успешные инвестиции в нефтедобывающую промышленность и стал достаточно богатым, чтобы не скупиться на детей. Таким образом, до тринадцати лет Маргарета посещала только школы для высшего сословия. Однако в 1889 году Адам обанкротился и вскоре развёлся с женой. Мать Маргареты умерла от туберкулёза в 1891 году. Семья была разрушена. Отец отправил Маргарету к её крёстному в город Снек. Затем она продолжила своё обучение в Лейдене, собираясь стать воспитательницей детского сада, но когда директор училища начал открыто флиртовать с нею, её оскорблённый крёстный отец забрал Маргарету из этого учебного заведения. После нескольких месяцев она сбежала к своему дяде в Гаагу.

## Индонезия
11 июля 1895 года в Амстердаме, 18 лет от роду, Маргарета вышла замуж за 39-летнего капитана Рудольфа Маклеода (1 марта 1856 — 9 января 1928), голландца шотландского происхождения, с которым она познакомилась по объявлению. Они переехали на остров Яву (голландская Ост-Индия, ныне Индонезия), там у них родились двое детей: сын Норман-Джон (30 января 1897 — 27 июня 1899) и дочь Жанна-Луиза (Нон) (2 мая 1898 — 10 августа 1919).
Брак был полным разочарованием для обоих. Рудольф был алкоголиком; кроме того, он вымещал все свои расстройства и неудовлетворённость жизнью на жене, которая была в два раза младше его и которую он обвинял в том, что его не продвигают по службе. Он также открыто содержал любовниц. Разочарованная Маргарета оставила его, временно переехав к ван Редесу (Van Rheedes) — другому голландскому офицеру. В течение многих месяцев она интенсивно изучала индонезийские традиции, в частности, через свою работу в местной танцевальной группе. В 1897 году она впервые упомянула свой артистический псевдоним — Мата Хари, который по-малайски означает «солнце» («Мата» — глаз, «Хари» — день, дословно — «глаз дня») в одном из писем к родственникам в Голландии.
После настойчивых уговоров Рудольфа Маргарета вернулась к нему, хотя его агрессивное поведение не изменилось. Она по-прежнему пыталась забыться, изучая местную культуру.
Их сын Норман умер в 1899 году, вероятно, от осложнений сифилиса, которым заразился от родителей, хотя семья утверждала, что он был отравлен прислугой. Некоторые источники утверждают, что Рудольф Маклеод чем-то обидел и наказал мужа служанки, которая у них работала, в ответ супруг служанки приказал жене отравить детей Рудольфа и Маргареты. Служанка послушалась мужа, отравив детскую пищу. Это не составило ей труда, поскольку она имела доступ ко всему дому, в том числе — к кухне и еде. Мальчик умер не сразу, в страшных мучениях, а девочка выжила. Некоторые утверждали, что это чудо, другие ссылались на сильный иммунитет, но до сих пор неясно, как она смогла выжить, если оба ребёнка ели одну и ту же отравленную пищу.
Пара развелась в 1903 году, после возвращения в Голландию, причём Рудольф отобрал у жены право на воспитание дочери, которая умерла в возрасте 21 года (скорее всего, также от осложнений сифилиса).

## Танцовщица
Оказавшись в бедности, Маргарета Зелле отправилась зарабатывать средства на жизнь в Париже. Сначала она выступала как цирковая наездница под именем «леди Греша Маклеод». С 1905 года начинается её громкая слава как танцовщицы «восточного стиля», выступавшей под псевдонимом Мата Хари. Некоторые её танцы представляли собой нечто близкое к современному стриптизу, тогда ещё непривычному для западного зрителя: в конце номера (исполнявшегося перед узким кругом ценителей на сцене, усыпанной лепестками роз) танцовщица оставалась почти полностью обнажённой (по легенде, «так было угодно Шиве»). Сама Мата Хари претендовала на воспроизведение настоящих священных танцев Востока, якобы знакомых ей с детства, а также мистифицировала собеседников разными другими небылицами романтического характера. Так, танцовщица утверждала, что она экзотическая принцесса (или дочь короля Эдуарда VII и индийской княжны), что у неё есть конь, который позволяет ездить на себе только своей хозяйке, что она воспитывалась на Востоке в монастыре и т. п.
В начале XX века, в период обострённого интереса к Востоку, к балету (в качестве примера можно привести карьеру Айседоры Дункан) и эротике, Мата Хари имела большой успех в Париже, а затем и в других европейских столицах.
Трудное детство, жестокость мужей, насилие, финансовые трудности и харассмент в танцевальной среде привели к печальному положению куртизанки, ей интересовались, обрабатывали и склоняли к связи ряд высокопоставленных военных, политиков и других влиятельных лиц во многих странах, включая Францию и Германию. Несмотря на дорогие подарки, которые она получала от мужчин, Мата Хари испытывала финансовые сложности и много раз брала в долг. Также её страстью была карточная игра, помогающая отвлечься, на которую, возможно, и уходили её деньги.

## Двойной агент
Во время Первой мировой войны Нидерланды оставались нейтральными, и, будучи голландской подданной, Маргарета Зелле могла ездить из Франции на родину и обратно. Ездить прямой дорогой она не могла, так как разделявшая Францию и Нидерланды Бельгия была оккупирована немцами и служила ареной боев, так что дорога Маты Хари пролегала через Испанию (где была активна немецкая резидентура) и Великобританию; её перемещения привлекли внимание союзной контрразведки.
Возможно, Мата Хари была немецкой шпионкой ещё задолго до войны, точные причины и обстоятельства её вербовки до сих пор неизвестны. В 1916 году у французской контрразведки появились первые указания на её причастность к работе на Германию. Узнав об этом, Мата Хари сама явилась во французские спецслужбы и предложила свои услуги им, случайно назвав, между прочим, имя одного из своих любовников, хорошо известного её собеседникам как немецкого агента-вербовщика. В итоге французы отправили её в начале следующего года с незначительной миссией в Мадрид, и подозрения в шпионаже окончательно подтвердились: был перехвачен радиообмен немецкого агента в Мадриде с центром, где тот указал, что перевербованный французами агент H-21 прибыл в Испанию и получил от немецкой резидентуры указание вернуться в Париж (есть вероятность, что радиоперехват был специально рассекречен немецкой стороной, чтобы избавиться от двойного агента, выдав его противнику).

## Арест, суд и казнь
13 февраля 1917 года Мата Хари, тотчас же по возвращении в Париж, была арестована французской разведкой и обвинена в шпионаже в пользу противника в военное время.
Суд над ней начался 24 июля и проходил при закрытых дверях. Ей инкриминировалась передача противнику сведений, приведших к гибели нескольких дивизий солдат (материалы суда были засекречены до 2017 года, однако ещё до этого некоторые сведения проникли в печать). На следующий день нидерландская подданная Маргарета Зелле была признана виновной и приговорена к смертной казни.
Перед казнью, когда Мата Хари находилась под стражей, её адвокат пытался вызволить её и снять все обвинения. Была подана апелляция — безрезультатно. Тогда адвокат подал прошение о помиловании президенту, однако Р. Пуанкаре также остался неумолим. Смертный приговор остался в силе. В камере, где она провела последние дни своей жизни, адвокат предложил ей сказать властям, что она беременна, тем самым отсрочить свой смертный час, но Мата Хари отказалась от лжи. В то утро за ней пришла стража, попросила одеться — женщина была возмущена тем, что казнить её будут утром, не накормив завтраком. Завтрак был немедленно подан. Пока она готовилась к казни, гроб для её тела уже был доставлен в здание.
Расстрел был произведён 15 октября 1917 года на военном полигоне в Венсене. После казни начальник расстрельной команды подошёл к телу и для верности выстрелил из револьвера в затылок.
Тело Маты Хари не было востребовано никем из её родственников, поэтому было передано в анатомический театр. Её голова была забальзамирована и сохранена в Музее анатомии в Париже. Однако в 2000 году архивариусы обнаружили, что голова исчезла; по мнению специалистов, пропажа могла произойти ещё в 1954 году, когда музей переехал. Отчёты, датированные 1918 годом, показывают, что музей получил также остальные части тела Маты Хари, но отчётов об их точном местонахождении не сохранилось.

## Оценка деятельности
Большинство историков считает, что вред от деяний Маты Хари (то есть эффективность её как разведчицы) был сильно преувеличен — едва ли сведения, реально добытые ею (если таковые вообще имелись), представляли серьёзную ценность для той или иной стороны.
Подполковник британской и голландской контрразведок Орест Пинто считает, что «Мата Хари, безусловно, завоевала громкую славу. В глазах публики она стала олицетворением очаровательной женщины-шпионки. Но Мата Хари была глупым экспансивным созданием. Если бы её не казнили, она не прослыла бы мученицей и никто бы даже не слышал о ней».
Историк Е. Б. Черняк акцентировал внимание на связях Маты Хари с представителями французской военной и политической элиты, опасность огласки которых могла стать мотивом вынесения ей смертного приговора.

## В культуре и искусстве
Роль великосветской шпионки, сыгранная ею с совершенным бесстрашием и приведшая к трагической гибели, вписалась в творимую ей «кинематографическую» биографию экзотической танцовщицы и «роковой женщины»; это обеспечило Мате Хари куда большую известность, чем другим, более эффективным разведчикам XX века.
- Уже в 1920 году о ней был снят фильм «Мата Хари» с Астой Нильсен в главной роли, а позже вышло несколько ремейков.
- В фильме-пародии 1967 года «Казино Рояль» Мата Хари упоминается как единственная настоящая любовь Джеймса Бонда и мать его дочери, Маты Бонд.
- В 1982 году немецкая группа Dschinghis Khan посвятила ей песню (альбом «Helden, Schurken und der Dudelmoser»).
- В 1982 году в лондонском Lyric Theatre, Hammersmith состоялась премьера мюзикла Лейны Лович, Криса Джадж Смита и Леса Чаппелла «Мата Хари» («Mata Hari»).
- В 1985 году вышел фильм «Мата Хари» (Mata Hari), производства США, режиссёра Кёртиса Харрингтона, с Сильвией Кристель в главной роли, известной по роли жрицы любви в фильме «Эммануэль» (Emmanuelle) 1974 года.
- В 1986 году кинорежиссёр Николас Мур снял порнографический фильм «MATA HARI: THE MISSING PIECE». Роль Маты Хари исполнила Келли Трамп.
- В 2006 году итальянский кинорежиссёр Антонио Адамо снял порнографический фильм «Кодовое имя „Мата Хари“». В нём венгерская порноактриса Кэти Каро исполнила роль секретной агентессы Греты, которая использует для заданий псевдоним Мата Хари[6].
- В фильме Квентина Тарантино «Бесславные ублюдки» 2009 года, в одной из сцен цитируется персонаж Мата Хари[7].
- В 2009 году режиссёром Евгением Гинзбургом был поставлен мюзикл «Мата Хари» на музыку А. Киселева (либретто А. Киселев, А. Вулых), главные роли в котором исполнили Т. Дольникова, В. Ланская, Н. Громушкина, О. Акулич, Э. Виторган и певец Александр Фадеев.[8][9]
- В 2010 году в Москве стартовал мюзикл «Любовь и Шпионаж» на музыку М. Дунаевского, поставленный по пьесе Е. Греминой «Глаза дня» с Ларисой Долиной и Дмитрием Харатьяном в главных ролях.
- 16 сентября 2010 года в Москве, на большой сцене театра «Театр Луны» (художественный руководитель Сергей Проханов), состоялась премьера спектакля «Мата Хари: „глаза дня“» (режиссёр Дарья Попова).
- В феврале 2017 года на сцене Камерного театра Малыщицкого в Санкт-Петербурге состоялась премьера спектакля-кабаре «Глаза дня / Мата Хари» по пьесе Елены Греминой. Режиссёр — Пётр Шерешевский, композитор — Ник Тихонов, в роли Мата Хари — Надежда Черных.
- Выпущена компьютерная игра «Секретные миссии. Мата Хари и подводные лодки кайзера».
- Песня  Мата Хари мамбо была исполнена на польском языке известной эстрадной певицей 60-80-х годов XX века Анной Герман.
- В 8-м эпизоде 2-го сезона сериала «Хранилище 13» чулки Маты Хари были артефактом, имеющим свойство соблазнять мужчин, к нему прикасавшихся.
- Упоминается в романе Д. Х. Чейза «Дело лишь во времени».
- В её честь названа песня (Mata Hari), заявка Азербайджана на песенный конкурс Евровидение 2021, исполнительницы Samira Efendi.
- Российский рок-музыкант Глеб Самойлов (ex-Агата Кристи, The Matrixx) 29.04.2021 опубликовал на своей странице в facebook инструментальную композицию «неМатаХариденц»
- Сергей Минаев и Алена Долецкая — исторический разбор биографии и жизни Мата Хари.

### В литературе
- Марк Алданов в 1932 году напечатал очерк «Мата Хари»
- Лейла Вертенбейкер. Жизнь и смерть Мата Хари, роман. — Москва, издательство «Пресса», 1992, тираж 100 000 экз., перевод с англ. В. В. Кузнецова
- Елена Гремина. Пьеса «Глаза дня»
- Пауло Коэльо. Мата Хари. Шпионка — М.: АСТ, 2016. — ISBN 978-5-17-099182-2
- Мата Хари является одним из героев книг «Охотники» и «Охотники-2» литературного проекта «Этногенез» издательств «Популярная Литература» и «АСТ», начавшегося весной 2009 года
- Образ Маты Хари присутствует в серии книг «Мы, боги» (2004), «Дыхание богов» (2005), «Тайна богов» (2007) французского писателя и философа Бернара Вербера

В 2017 году русским (казахским) рэп исполнителем ALPHAVITE (алфавит) была выпущена песня под названием «Мата Хари»

### Киновоплощения
- Аста Нильсен — «Мата Хари» (Германия, 1920), «Шпионка» (1921)
- Магда Соня — «Mata Hari, die rote Tänzerin» (Германия, 1927)
- Грета Гарбо — «Мата Хари» (1931)
- Делия Кол — «Marthe Richard au service de la France» (Франция, 1937)
- Мерли Оберон — «General Electric Theater» (телесериал, США, 1957)
- Бетти Марсден — «Carry on Regardless» (Англия, 1961)
- Грета Ши — «Королева Шантеклера» / «La reina del Chantecler» (Испания, 1962)
- Франсуаза Фабиан — «La caméra explore le temps» (телесериал, Франция, 1964)
- Жанна Моро — «Мата Хари» / «Mata Hari, agent H21» (Франция, 1964)
- Луиза Мартини — «Der Fall Mata Hari» (Германия, 1966)
- Кармен де Лирио — «Операция Мата Хари» / «Operación Mata Hari» (Испания, 1968)
- Джоан Гербер — «Lancelot Link: Secret Chimp» (телесериал, США, 1970)
- Жа Жа Габор — «Up the Front» (Англия, 1972)
- Хелена Каллианиотис — «Shanks» (США, 1974)
- Жозин ван Далсум — «Мата Хари» (телесериал, Нидерланды, 1981)
- Жанна-Мари Лемер — «Légitime violence» (Франция, 1982)
- Сильвия Кристель — «Мата Хари» (США, 1985)
- Домициана Джордано — «Хроники молодого Индианы Джонса» / «The Young Indiana Jones Chronicles» (телесериал, США, 1993)
- Мабель Лозано — «Бласко Ибаньес» / «Blasco Ibáñez» (Испания, 1997)
- Джоана Келли — «Менторы» / «Mentors» (телесериал, Канада, 2002)
- Марушка Детмерс — «Mata Hari, la vraie histoire» (Франция, 2003)
- Сувархала Нараянан — «The Curse of King Tut’s Tomb» (США, 2006)
- Фиби Холливелл (Алиса Милано) — «Зачарованные» 6 сезон 13 серия «Чужая карма» (англ. Used Karma) (телесериал, США, 1998—2006)
- Ваина Джоканте — «Мата Хари» (телесериал, Португалия-Россия, 2016)
- Валери Пахнер[англ.] — «King’s Man: Начало» (США, 2021)